# MAN Bus Sp. z o.o.
Sp. z o.o. — польское подразделение MAN Truck & Bus и отдельное подразделение FSC Star, действующее с 24 сентября 1999 года.

## История
Завод MAN Bus был основан в 1999 году. Представляет собой отдельное подразделение FSC Star, у которого лицензия была куплена 17 сентября 1999 года.
С 2003 года завод считается крупнейшим производителем и экспортёром городских автобусов MAN в Польше.
До 2004 года завод назывался MAN STAR Trucks & Busses.
В 2006 году на заводе был произведён первый автобус с газомоторным двигателем.
8 января 2009 года завод был переименован в MAN Bus SP. o. o.

## Продукция
В настоящее время завод производит автобусы немецкого производства MAN Lion's City.